# Campionati del mondo di atletica leggera 1987 - Lancio del disco maschile
La gara del lancio del disco maschile dei Campionati del mondo di atletica leggera 1987 si è svolta tra il 3 e il 4 settembre.

## Podio
| Pos.    | Atleta        | Nazionalità  | Prestazione |
| ------- | ------------- | ------------ | ----------- |
| Oro     | Jürgen Schult | Germania Est | 68,74 m     |
| Argento | John Powell   | Stati Uniti  | 66,22 m     |
| Bronzo  | Luis Delís    | Cuba         | 66,02 m     |

## Situazione pre-gara

### Record
Prima di questa competizione, il record del mondo (RM) e il record dei campionati (RC) erano i seguenti:
| Record                | Prestazione | Atleta                      | Data                                   | Competizione  |
| --------------------- | ----------- | --------------------------- | -------------------------------------- | ------------- |
| Record mondiale       | 74,08 m     | Jürgen Schult Germania Est  | 6 giugno 1986 Neubrandenburg, Germania |               |
| Record dei campionati | 67,72 m     | Imrich Bugár Cecoslovacchia | 14 agosto 1983 Helsinki, Finlandia     | Mondiali 1983 |

### Campioni in carica
I campioni in carica a livello olimpico e mondiale erano:
| Campione | Atleta                        | Prestazione | Data                                    | Competizione         |
| -------- | ----------------------------- | ----------- | --------------------------------------- | -------------------- |
| Olimpico | Rolf Danneberg Germania Ovest | 66,60 m     | 10 agosto 1984 Los Angeles, Stati Uniti | Giochi olimpici 1984 |
| Mondiale | Imrich Bugár Cecoslovacchia   | 67,72 m     | 14 agosto 1983 Helsinki, Finlandia      | Mondiali 1983        |

### La stagione
Prima di questa gara, gli atleti con le migliori tre prestazioni dell'anno erano:
| Pos. | Atleta                  | Prestazione | Data                                    |
| ---- | ----------------------- | ----------- | --------------------------------------- |
| 1    | Jürgen Schult Italia    | 69,52 m     | 11 giugno 1987 Neubrandenburg, Germania |
| 2    | Mike Buncic Stati Uniti | 68,98 m     | 20 giugno 1987 Palo Alto, Stati Uniti   |
| 3    | Stefan Fernholm Svezia  | 68,30 m     | 15 luglio 1987 Västerås, Svezia         |

## Risultati[3][4]

### Turni eliminatori
| 2Gruppi | 3 settembre | 27 iscritti    | Si qualificano alla finale chi supera i 65,00 m (Q) o si trova almeno tra i primi 12. |
| Finale  | 4 settembre | 12 concorrenti |                                                                                       |

### Qualificazioni
Giovedì 3 settembre 1987
| Pos. | Atleta                      | Nazione          | Misura  | Note |
| ---- | --------------------------- | ---------------- | ------- | ---- |
| 1    | Luis Delís                  | Cuba             | 66,06 m | Q    |
| 2    | Rolf Danneberg              | Germania Ovest   | 64,90 m | q    |
| 3    | Romas Ubartas               | Unione Sovietica | 64,48 m | q    |
| 4    | John Powell                 | Stati Uniti      | 63,62 m | q    |
| 5    | Imrich Bugár                | Cecoslovacchia   | 62,68 m | q    |
| 6    | Bradley Cooper              | Bahamas          | 61,70 m | q    |
| 7    | Knut Hjeltnes               | Norvegia         | 61,64 m |      |
| 8    | Dariusz Juzyszyn            | Polonia          | 61,38 m |      |
| 9    | Stefan Fernholm             | Svezia           | 61,36 m |      |
| 10   | Vésteinn Hafsteinsson       | Islanda          | 59,32 m |      |
| 11   | Georgi Georgiev             | Bulgaria         | 58,80 m |      |
| 12   | John Brenner                | Stati Uniti      | 58,44 m |      |
| 13   | Patrick Journoud            | Francia          | 57,84 m |      |
| 14   | Konstantinos Georgakopoulos | Grecia           | nm      |      |

| Pos. | Atleta              | Nazione          | Misura  | Note  |
| ---- | ------------------- | ---------------- | ------- | ----- |
| 1    | Jürgen Schult       | Germania Est     | 66,04 m | Q     |
| 2    | Vaclavas Kidykas    | Unione Sovietica | 64,60 m | q     |
| 3    | Volodymyr Zinchenko | Unione Sovietica | 64,30 m | q     |
| 4    | Géjza Valent        | Cecoslovacchia   | 63,66 m | q     |
| 5    | Alois Hannecker     | Germania Ovest   | 63,34 m | q     |
| 6    | Marco Martino       | Italia           | 62,26 m | q     |
| 7    | Svein Inge Valvik   | Norvegia         | 59,76 m |       |
| 8    | Lars Sundin         | Svezia           | 59,44 m |       |
| 9    | Ray Lazdins         | Canada           | 59,16 m | [ 5 ] |
| 10   | Randy Heisler       | Stati Uniti      | 59,02 m |       |
| 11   | Kamen Dimitrov      | Bulgaria         | 58,90 m |       |
| 12   | Göran Svensson      | Svezia           | nm      |       |
| 13   | Werner Hartmann     | Germania Ovest   | dns     |       |

### Finale
Venerdì 4 settembre 1987
| Pos | Atleta              | Nazionalità      | 1ª prova | 2ª prova | 3ª prova | 4ª prova | 5ª prova | 6ª prova | Risultato | Note                  |
| --- | ------------------- | ---------------- | -------- | -------- | -------- | -------- | -------- | -------- | --------- | --------------------- |
|     | Jürgen Schult       | Germania Est     | 65,80 m  | 68,74 m  | 66,18 m  | 67,36 m  | 66,74 m  | 65,94 m  | 68,74 m   | Record dei campionati |
|     | John Powell         | Stati Uniti      | 66,22 m  | 60,42 m  | 61,48 m  | -        | -        | -        | 66,22 m   |                       |
|     | Luis Delís          | Cuba             | 63,30 m  | 64,18 m  | x        | x        | 65,66 m  | 66,02 m  | 66,02 m   |                       |
| 4   | Rolf Danneberg      | Germania Ovest   | 65,14 m  | 60,92 m  | 64,30 m  | 65,42 m  | 65,96 m  | 63,80 m  | 65,96 m   |                       |
| 5   | Volodymyr Zinchenko | Unione Sovietica | 65,60 m  | 63,04 m  | 65,26 m  | 64,78 m  | 64,04 m  | x        | 65,60 m   |                       |
| 6   | Romas Ubartas       | Unione Sovietica | 65,06 m  | 63,22 m  | 62,82 m  | 65,04 m  | 65,50 m  | 64,56 m  | 65,50 m   |                       |
| 7   | Imrich Bugár        | Cecoslovacchia   | x        | 63,12 m  | 65,32 m  | 62,16 m  | x        | x        | 65,32 m   |                       |
| 8   | Vaclavas Kidykas    | Unione Sovietica | 57,78 m  | 62,30 m  | 63,64 m  | 60,22 m  | x        | x        | 63,64 m   |                       |
| 9   | Géjza Valent        | Cecoslovacchia   |          |          |          |          |          |          | 61,98 m   |                       |
| 10  | Bradley Cooper      | Bahamas          |          |          |          |          |          |          | 61,94 m   |                       |
| 11  | Alois Hannecker     | Germania Ovest   |          |          |          |          |          |          | 60,98 m   |                       |
| 12  | Marco Martino       | Italia           |          |          |          |          |          |          | 60,60 m   |                       |